# Elatobium chomoense
Elatobium chomoense är en insektsart. Elatobium chomoense ingår i släktet Elatobium och familjen långrörsbladlöss. Inga underarter finns listade i Catalogue of Life.